# De Standaard NV
 (septembre 2024).
De Standaard NV, également connu sous le nom de groupe De Standaard, est une ancienne maison d'édition belge fondée en 1914 à Anvers.

## Histoire
L'entreprise a été fondée le 2 mai 1914 à l'hôtel Wagner à Anvers. Elle comptait 151 actionnaires et a reçu un capital initial de 250 000 francs belges.
Lorsque la Seconde Guerre mondiale éclate, la société arrête la publication de la norme SA publiant le journal De Standaard et une nouvelle édition (Het Algemeen Nieuws) est publiée. Après la fin de l'occupation allemande , la maison d'édition a été accusée de collaboration avec les Allemands. NV De Standaard a été interdit de publication pendant deux ans, c'est pourquoi une nouvelle maison d'édition a été fondée : De Gids NV, qui a publié le journal De Nieuwe Standaard en novembre 1944. D'autres filiales de l'ancien groupe Standaard ont également été poursuivies par cette nouvelle société.
Lorsque l'interdiction de publication a été levée en 1947, De Standaard NV a exigé le retour de ses titres. Le tribunal l'a autorisé. Le titre De Nieuwe Standaard a été changé en avril 1947 en De Nieuwe Gids (nl). À partir du 1er mai de la même année, le journal De Standaard est à nouveau publié.
Le groupe Standard a fait faillite le 8 juin 1976. Les différentes parties ont été divisées et poursuivies indépendamment.
De Standaard NV était composé de:
- Le journal De Standaard (1918-1940, 1947-1976)
- Le journal Het Algemeen Nieuws (1940-1944)
- La maison d'édition Standaard Uitgeverij
- La librairie Standaard Boekhandel